# When the Light Is Mine: The Best of the I.R.S. Years 1982-1987
When the Light Is Mine: The Best of the I.R.S. Years 1982–1987 è una raccolta di video musicali e varie clip del gruppo rock R.E.M. relativi agli anni della I.R.S. Records, uscita il 12 settembre 2006 in contemporanea con il Greatest Hits And I Feel Fine... The Best of the I.R.S. Years 1982-1987.
I videoclip delle canzoni Radio Free Europe, So. Central Rain (I'm Sorry), Cant Get There from Here, Driver 8, Life and How to Live It, Feeling Gravitys Pull, Fall on Me e il mini-documentario Left of Reckoning erano già comparsi nella VHS Succumbs pubblicata nel 1987.

## Tracce
1. Wolves, Lower
2. Radio Free Europe
3. Talk About the Passion
4. Radio Free Europe - Live a The Tube, 18 novembre 1983
5. Talk About the Passion - Live a The Tube, 18 novembre 1983
6. So. Central Rain (I'm Sorry)
7. Left of Reckoning
8. Pretty Persuasion - Live a The Old Grey Whistle Test, 20 novembre 1984
9. Can't Get There from Here
10. Driver 8 - Versione originale ed estesa
11. Life and How to Live It
12. Feeling Gravity's Pull
13. Can't Get There from Here - Live a The Tube, 25 ottobre 1985
14. Fall on Me
15. Swan Swan H - Esibizione acustica dal documentario Athens, GA: Inside/Out
16. The One I Love
17. It's the End of the World as We Know It (And I Feel Fine)
18. Finest Worksong

### Contenuti speciali
- The Cutting Edge, ottobre 1983 (Jonathan Dayton e Valerie Faris, giugno 1983)

1. Edited Broadcast Segment
2. Interviste

- The Cutting Edge, giugno 1984 (Jonathan Dayton e Valerie Faris, ospitati da Peter Zaremba)

1. Edited Broadcast Segment
2. Additional Interviews

- Live Performances

1. Driver 8
2. Wendell Gee
3. (Don't Go Back To) Rockville
4. Time After Time (AnnElise)

- Pageantry (Interviste a Peter Buck e Mike Mills, settembre 1986)